# Guitar Hero: World Tour
Guitar Hero World Tour (ook wel Guitar Hero IV genoemd) is een muziekspel in de Guitar Hero-serie. Het spel kwam uit in de Verenigde Staten op 24 oktober 2008 en in het grootste deel van Europa op 7 november dat jaar.

## Spel
Guitar Hero World Tour bouwt voort op de bestaande gameplay van de vorige Guitar Hero-spellen, waarin de speler de noten moet pingelen met een gitaarvormige controller. Guitar Hero World Tour breidt dit uit door drums en de mogelijkheid om te zingen toe te voegen. Door de noten correct te pingelen, krijgt de speler of de band punten. Wanneer er punten worden behaald, stijgt de "Rock Meter", die de prestatie van de speler of band weergeeft. Gemiste noten tellen niet mee als punten en doen de Rock Meter dalen. Als de Rock Meter te laag staat, is het spel voorbij. Wanneer een lied succesvol gespeeld is, wordt er een beoordeling gemaakt van drie tot vijf sterren gebaseerd op de verdiende punten. Hoe meer sterren, hoe meer geld voor de speler, die daarmee bijvoorbeeld een nieuwe gitaar kan kopen.

## Verschil met voorgangers
Guitar Hero World Tour is uitgebreid met een drumstel met twee bekkens, drie trommels en een basdrum. Ook is de microfoon toegevoegd. Hiermee kan de speler zingen door de woorden op het scherm op het juiste moment te zingen op de toonhoogte die de streepjes aangeven. Voor elk instrument kan de speler apart een carrière aanmaken, maar ook een gezamenlijke groep. De speler zal ook zijn of haar eigen personage kunnen maken; de oude personages van de vorige spellen zijn beschikbaar samen met de nieuwe personages:
- Hayley Williams (als zangeres)
- Ozzy Osbourne (als zanger)
- Jimi Hendrix (als gitarist en zanger)
- Sting (als bassist en zanger tegelijk)
- Billy Corgan (als zanger en gitarist)
- Zakk Wylde (als gitarist)
- Ted Nugent (als gitarist)
- Travis Barker (als drummer)

Verder is de Wii uitgebreid met de Mii Freestyle-modus. In deze modus kunnen één tot twee spelers gitaar en drums spelen met hun eigen Mii's. Wat ook kan in deze modus is met de Wii-mote en Nunchuk spelen. De Wii biedt ook downloadbare content, zodat de speler muzieknummers kan downloaden.

## Lijst met nummers

### Nummers in het spel
| Jaar | Nummer                              | Artiest                            | Venue                                   |
| ---- | ----------------------------------- | ---------------------------------- | --------------------------------------- |
| 1994 | "About a Girl" (Unplugged)          | Nirvana                            | 1. Los Angeles; House Of Blues          |
| 2007 | "Aggro"                             | The Enemy                          | 11. Tahiti; Ted's Tiki Hut              |
| 1970 | "American Woman"                    | The Guess Who                      | 10. The Pacific; Rock Brigade           |
| 1980 | "Antisocial"                        | Trust                              | 17. New York; Times Square              |
| 1993 | "Are You Gonna Go My Way"           | Lenny Kravitz                      | 9. Kentucky; Strutter's Farm            |
| 2006 | "Assassin"                          | Muse                               | 17. New York; Times Square              |
| 2005 | "B.Y.O.B."                          | System of a Down                   | 17. New York; Times Square              |
| 1973 | "Band on the Run"                   | Wings                              | 3. Hong Kong; Pang Tang Bay; Encore     |
| 1982 | "Beat It"                           | Michael Jackson                    | 9. Kentucky; Strutter's Farm            |
| 1997 | "Beautiful Disaster"                | 311                                | 4. Polen; Bone Church                   |
| 1980 | "Crazy Train"                       | Ozzy Osbourne                      | 16. Duitsland; Ozzfest; Encore          |
| 1997 | "Dammit"                            | Blink-182                          | 10. The Pacific; Rock Brigade           |
| 1993 | "Demolition Man" (Live)             | Sting                              | 12. Engeland; Will Heilm's Keep         |
| 1972 | "Do It Again"                       | Steely Dan                         | 5. Louisiana; Swamp Shack               |
| 1984 | "Escuela de Calor"                  | Radio Futura                       | 12. Engeland; Will Heilm's Keep         |
| 1997 | "Everlong"                          | Foo Fighters                       | 14. San Francisco; AT&T Park            |
| 1982 | "Eye of the Tiger"                  | Survivor                           | 2. USA; Phi Psi Kappa; Encore           |
| 1994 | "Feel the Pain"                     | Dinosaur Jr.                       | 4. Polen; Bone Church                   |
| 2004 | "Float On"                          | Modest Mouse                       | 11. Tahiti; Ted's Tiki Hut              |
| 1998 | "Freak on a Leash"                  | Korn                               | 8. Zweden; Wilted Orchid                |
| 1977 | "Go Your Own Way"                   | Fleetwood Mac                      | 9. Kentucky; Strutter's Farm; Encore    |
| 2007 | "Good God"                          | Anouk                              | 14. Australië; Tesla's Coil             |
| 2008 | "Hail to the Freaks"                | Beatsteaks                         | 13. Canada; Recording Studio            |
| 1979 | "Heartbreaker"                      | Pat Benatar                        | 9. Kentucky; Strutter's Farm            |
| 1995 | "Hey Man, Nice Shot"                | Filter                             | 10. The Pacific; Rock Brigade           |
| 1978 | "Hollywood Nights"                  | Bob Seger & The Silver Bullet Band | 14. Australië; Tesla's Coil             |
| 1984 | "Hot for Teacher"                   | Van Halen                          | 17. New York; Times Square; Encore      |
| 1977 | "Hotel California"                  | Eagles                             | 5. Louisiana; Swamp Shack; Encore       |
| 1973 | "The Joker"                         | Steve Miller Band                  | 3. Hong Kong; Pang Tang Bay             |
| 2008 | "Kick Out the Jams"                 | Wayne Kramer/MC5                   | 12. Engeland; Will Heilm's Keep         |
| 2006 | "The Kill"                          | 30 Seconds to Mars                 | 14. San Francisco; AT&T Park            |
| 2005 | "L'Via L'Viaquez"                   | The Mars Volta                     | 14. San Francisco; AT&T Park            |
| 1987 | "La Bamba"                          | Los Lobos                          | 17. New York; Times Square              |
| 2007 | "Lazy Eye"                          | Silversun Pickups                  | 13. Canada; Recording Studio            |
| 1986 | "Livin' on a Prayer"                | Bon Jovi                           | 7. Los Angeles; Amoeba Records          |
| 1967 | "Love Me Two Times"                 | The Doors                          | 10. The Pacific; Rock Brigade           |
| 1987 | "Love Removal Machine"              | The Cult                           | 8. Zweden; Wilted Orchid; Encore        |
| 1994 | "Love Spreads"                      | The Stone Roses                    | 18. Asgard; Sunna's Chariot             |
| 2001 | "The Middle"                        | Jimmy Eat World                    | 8. Zweden; Wilted Orchid                |
| 2007 | "Misery Business"                   | Paramore                           | 7. Los Angeles; Amoeba Records          |
| 2005 | "Monsoon"                           | Tokio Hotel                        | 11. Tahiti; Ted's Tiki Hut              |
| 1988 | "Mountain Song"                     | Jane's Addiction                   | 8. Zweden; Wilted Orchid                |
| 1980 | "Mr. Crowley"                       | Ozzy Osbourne                      | 16. Duitsland; Ozzfest                  |
| 2005 | "Never Too Late"                    | The Answer                         | 18. Asgard; Sunna's Chariot             |
| 1987 | "No Sleep till Brooklyn"            | Beastie Boys                       | 1. Los Angeles; House Of Blues          |
| 2006 | "Nuvole E Lenzuola"                 | Negramaro                          | 13. Canada; Recording Studio            |
| 2002 | "Obstacle 1"                        | Interpol                           | 7. Los Angeles; Amoeba Records; Encore  |
| 1980 | "On the road again" (Live)          | Willie Nelson                      | 5. Louisiana; Swamp Shack               |
| 2000 | "One Armed Scissor"                 | At the Drive-In                    | 14. Australië; Tesla's Coil             |
| 1987 | "The One I Love"                    | R.E.M.                             | 3. Hong Kong; Pang Tang Bay             |
| 1979 | "One Way or Another"                | Blondie                            | 7. Los Angeles; Amoeba Records          |
| 2006 | "Our Truth"                         | Lacuna Coil                        | 16. Duitsland; Ozzfest                  |
| 2008 | "Overkill"                          | Motörhead                          | 16. Duitsland; Ozzfest                  |
| 2002 | "Parabola"                          | Tool                               | 6. USA; Tool                            |
| 2007 | "Pretty Vacant"                     | Sex Pistols                        | 13. Canada; Recording Studio            |
| 1998 | "Prisoner of Society"               | The Living End                     | 16. Duitsland; Ozzfest                  |
| 1992 | "Pull Me Under"                     | Dream Theater                      | 18. Asgard; Sunna's Chariot             |
| 1967 | "Purple Haze" (Live)                | Jimi Hendrix                       | 14. San Francisco; AT&T Park; Encore    |
| 1973 | "Ramblin' Man"                      | The Allman Brothers Band           | 7. Los Angeles; Amoeba Records          |
| 2008 | "Re-Education (Through Labor)"      | Rise Against                       | 17. New York; Times Square              |
| 1984 | "Rebel Yell"                        | Billy Idol                         | 8. Zweden; Wilted Orchid                |
| 2006 | "Rooftops (A Liberation Broadcast)" | Lostprophets                       | 11. Tahiti; Ted's Tiki Hut              |
| 1996 | "Santeria"                          | Sublime                            | 12. Engeland; Will Heilm's Keep         |
| 1987 | "Satch Boogie"                      | Joe Satriani                       | 18. Asgard; Sunna's Chariot             |
| 2001 | "Schism"                            | Tool                               | 6. USA; Tool                            |
| 2007 | "Scream Aim Fire"                   | Bullet for My Valentine            | 16. Duitsland; Ozzfest                  |
| 2000 | "Shiver"                            | Coldplay                           | 12. Engeland; Will Heilm's Keep; Encore |
| 1995 | "Some Might Say"                    | Oasis                              | 2. USA; Phi Psi Kappa                   |
| 1992 | "Soul Doubt"                        | NOFX                               | 18. Asgard; Sunna's Chariot             |
| 1995 | "Spiderwebs"                        | No Doubt                           | 10. The Pacific; Rock Brigade; Encore   |
| 2003 | "Stillborn"                         | Black Label Society                | 5. Louisiana; Swamp Shack               |
| 1975 | "Stranglehold"                      | Ted Nugent                         | 9. Kentucky; Strutter's Farm            |
| 1974 | "Sweet Home Alabama"                | Lynyrd Skynyrd                     | 14. San Francisco; AT&T Park            |
| 2008 | "Ted Nugent Guitar Duel"            | Ted Nugent                         | N/A                                     |
| 1993 | "Today"                             | The Smashing Pumpkins              | 4. Polen; Bone Church                   |
| 2007 | "Too Much, Too Young, Too Fast"     | Airbourne                          | 11. Tahiti; Ted's Tiki Hut              |
| 2006 | "Toy Boy"                           | Stuck in the Sound                 | 13. Canada; Recording Studio            |
| 1984 | "Trapped Under Ice"                 | Metallica                          | 17. New York; Times Square              |
| 1970 | "Up Around the Bend"                | Creedence Clearwater Revival       | 2. USA; Phi Psi Kappa                   |
| 2006 | "Vicarious"                         | Tool                               | 6. USA; Tool                            |
| 2002 | "VinterNoll2"                       | Kent                               | 14. Australië; Tesla's Coil             |
| 2007 | "Weapon of Choice"                  | Black Rebel Motorcycle Club        | 14. Australië; Tesla's Coil             |
| 2007 | "What I've Done"                    | Linkin Park                        | 1. Los Angeles; House Of Blues; Encore  |
| 1967 | "The Wind Cries Mary"               | Jimi Hendrix                       | 14. San Francisco; AT&T Park            |
| 2005 | "You're Gonna Say Yeah"             | HushPuppies                        | 4. Polen; Bone Church; Encore           |
| 2008 | "Zakk Wylde Guitar Duel"            | Zakk Wylde                         | N/A                                     |

### Downloadbare content
- Little Wing - Jimi Hendrix
- Foxy Lady - Jimi Hendrix
- Death Magnetic (album, 10 nummers) - Metallica
- G.L.O.W. - The Smashing Pumpkins
- The Everlasting Gaze - The Smashing Pumpkins
- 1979 - The Smashing Pumpkins
- Dig Out Your Soul - Oasis
- Battle v.s. Ted Nugent
- Battle v.s. Zakk Wylde
- Another Way to Die - Jack White & Alicia Keys
- What Have You Done - Within Temptation en Keith Caputo
- The Touch - Stan Bush
- Johnny - DI-RECT

## Trivia
- Het spel is opgenomen in het boek 1001 Video Games You Must Play Before You Die van Tony Mott.